# Унобтаний
Унобта́ний, или анобта́ниум (лат. unobtainium; от англ. unobtainable /ˌʌnəb’teɪnəbl/ — «недостижимый», «недоступный»; шуточный перевод — недостатий, недостаниум), — ироничное название любого крайне редкого, дорогого, либо физически невозможного материала или вещества, необходимого для исполнения какой-либо задачи. Употребляется, как правило, в художественной литературе, либо теоретических экспериментах.
Термин используется инженерами, по меньшей мере, с 1950-х годов. Одно из ранних упоминаний — в разработке теплоизолирующих щитов для защиты космических аппаратов при входе в атмосферу. Анобтаниумом условно называли материал, который бы выдерживал более высокие температуры, таким материалом позже стала специальная керамика. Разработчики Lockheed SR-71 называли так ценный, но почти недоступный в США металл титан (англ. titanium), большая часть которого выплавлялась в СССР. Потом название перекинулось на другие экзотические или невозможные материалы. В 1970-е годы слово проникло к велогонщикам, этим словом могли называть дорогие сверхлёгкие детали. Позже термин использовался для обозначения таких ценных, но редких металлов, как: диспрозий, германий, индий, лантан, неодим, рений, теллур.
Близко по смыслу слово phlebotinum — штамп научной фантастики, когда какому-нибудь материалу или технологии (например, звуковой отвёртке в «Докторе Кто», радиации в Fallout) с каждым поворотом сюжета придумывают всё новые и новые фантастические характеристики.

## В научной фантастике
- В фильме «Аватар» материал анобтаниум, добываемый на Пандоре[6][7], представляет собой высокотемпературный сверхпроводник, который, попадая в магнитные поля, позволяет горам Пандоры левитировать в воздухе (эффект, известный в физике как эффект Мейснера). В настоящее время максимальная температура, при которой существуют известные науке сверхпроводники, составляет 203 К (−70 °C)[8][9]
- В фильме «Земное ядро: Бросок в преисподнюю»[1] анобтаниум является искусственным материалом с несколькими необычными свойствами. Он может выносить огромное давление и сверхвысокие температуры. Он превращает тепловую энергию в электричество. Он способен защищать всё находящееся в нём от губительных звуковых колебаний. В фильме он используется для создания обшивки аппарата для бурения через кору к ядру Земли. Побочным эффектом является производство звуков в воде, подобных песням китов.
- В книге Ольги Громыко и Андрея Уланова «Космобиолухи» персонажи используют в качестве прикрытия историю о том, что они якобы ищут анобтаниум на необитаемой планете.
- В популярной серии компьютерных игр Mass Effect в качестве такого материала выступает вымышленный «нулевой элемент» периодической системы Менделеева. Его главное свойство — «эффект массы» (англ. mass effect) — способность создавать поле, временно изменяющее массу тел в этом поле.